# Mellem Naboer
Mellem Naboer er en amerikansk stumfilm fra 1918 af Hampton Del Ruth og Victor Heerman.

## Medvirkende
- Charles Murray - Balmer
- Wayland Trask - Milton Croaker
- Mary Thurman
- Edgar Kennedy
- Ben Turpin - Banana Peel Victim
- Cliff Bowes - Dying Man
- Billy Armstrong - Dying Man's Nurse
- Albert T. Gillespie - Bowes